# Climatiiformes
Climatiiformes je red izumrlih riba koji pripada razredu Acanthodii (tzv. bodljikavih morskih pasa). Kao i ostali Acanthodii i Climatiiformes imaju dentinske bodlje u perajama. Ove ribe su uglavnom bile male veličine (od 4 do 10 cm) i živjele su od kasnog silura do ranog karbona.
Rod po kome je cijeli red dobio ime je Climatius. Red Climatiiformes dijeli se na 2 podreda: Climatiida i Diplacanthida, koji se potom dijeli na više porodica.